# Alfred von Waldstätten
Alfred Georg Heinrich Maria Freiherr von Waldstätten (Beč, 9. studenog 1872. – Mauerbach, 12. siječnja 1952.) je bio austrougarski general i vojni zapovjednik. Tijekom Prvog svjetskog rata obnašao je dužnost načelnika stožera XX. korpusa i 7. armije na Istočnom i Talijanskom bojištu, te dužnost zamjenika načelnika Glavnog stožera.

## Obitelj
Alfred von Waldstätten je rođen 9. studenog 1872. u Beču. Sin je austrougarskog generala Georga Waldstättena i Mary Waldstätten rođ Holmes. U listopadu 1900. oženio se s Berthom Putz von Rolsberg s kojom je troje djece i to dva sina Georga i Karla, te kćer Mariu.

## Vojna karijera
Waldstätten je pohađao Terezijansku vojnu akademiju koju završava kao prvi u klasi 1892. godine. Potom je s činom poručnika u studenom 1892. raspoređen na službu u 81. pješačku pukovniju kojom je zapovijeda njegov ujak Johann Baptist von Waldstätten. Od 1895. pohađa Vojnu akademiju u Beču koju završava 1897. godine. U studenom te iste godine raspoređen je na službu u stožer 26. pješačke brigade, da bi dvije godine poslije, u studenom 1899., bio promaknut u čin satnika. Od te iste godine služi u prestižnoj 1. carskoj pješačkoj pukovniji, nakon čega je u studenom 1901. raspoređen na službu u Glavni stožer. U listopadu 1907. postaje pomoćni predavač u Kadetskoj školi, da bi u svibnju 1905. bio imenovan načelnikom stožera 28. pješačke divizije smještene u Ljubljani. Istodobno s tim imenovanjem unaprijeđen je u čin bojnika. U svibnju 1910. postaje predavačem u Vojnoj akademiji na kojoj dužnosti se nalazi i na početku Prvog svjetskog rata. U međuvremenu je, u studenom 1912., promaknut u čin potpukovnika.

## Prvi svjetski rat
Na početku Prvog svjetskog rata Waldstätten je raspoređen u stožer 1. armije kojom je na Istočnom bojištu zapovijedao Viktor Dankl. U sastavu navedene armije sudjeluje u austrougarskoj pobjedi u Bitci kod Krasnika. Kao načelnik operativnog odjela 1. armije sudjeluje u planiranju povlačenja prema rijeci San, te zaustavljanju ruske ofenzive iz smjera Varšave i Ivangoroda. U studenom 1914. promaknut je u čin pukovnika.
Kada je zbog ulaska Italije u rat na strani Antante u svibnju 1915. Dankl upućen na Talijansko bojište radi preuzimanja zapovjedništva nad Zemaljskom obranom Tirola, Waldstätten je upućen na isto bojište gdje također obnaša dužnost načelnika operativnog odjela predmetne formacije. Navedenu dužnost obnaša do ožujka 1916. kada je imenovan načelnikom stožera novoformiranog XX. korpusa kojim je zapovijedao nadvojvoda Karlo. Kao načelnik stožera XX. korpusa sudjeluje u Tirolskoj ofenzivi u kojoj su se jedinice XX. korpusa nalazile u sastavu 11. armije.
U srpnju 1916. Waldstätten je premješten na Istočno bojište gdje je imenovan načelnikom stožera 12. armije kojom je trebao zapovijedati nadvojvoda Karlo. Međutim, navedena armija nikada nije ustrojena, već je stožer armije postao stožerom novoformirane Grupe armija nadvojvode Karla. Waldstätten umjesto toga u listopadu 1916. postaje načelnikom stožera 7. armije čije je zapovjedništvo preuzeo Hermann Kövess. 

Kada je u ožujku 1917. na mjesto dotadašnjeg načelnika Glavnog stožera Franza Conrada von Hötzendorfa imenovan Artur Arz von Straussenburg, Waldstätten je na izričit zahtjev cara Karla imenovan načelnikom operativnog odjela Glavnog stožera. U kolovozu 1917. unaprijeđen je u čin general bojnika, dok je u siječnju 1918. imenovan zamjenikom načelnika Glavnog stožera. U svojstvu načelnika operativnog odjela Glavnog stožera i kasnije zamjenika načelnika Glavnog stožera sudjeluje u planiranju operacija austrougarske vojske u posljednjim godinama rata. 

## Poslije rata
Nakon završetka rata Waldstätten je s 1. siječnjem 1919. umirovljen. U srpnju 1937. austrijski predsjednik mu je dodijelio počasni čin podmaršala. Nacističke vlasti su mu u kolovozu 1939. na 25-godišnjicu Bitke kod Tannenberga dodijelile počasni čin generala pješaštva. 

Waldstättenov tast Karl Putz von Rolsberg odredio je, s obzirom na to da mu je sin kao i odrasli muški članovi obitelji umrli, da nakon njegove smrti 1921. Waldstätten upravlja njegovim posjedima, pa tko i dvorcem Leitersdorf u Moravskoj koja je 1939. postala njemački protektorat. Waldstätten je tako obnašao i dužnost gradonačelnika Leitersdorfa, te je nakon završetka Drugog svjetskog rata uhićen od strane čehoslovačkih vlasti. Osuđen je na zatvorsku kaznu u trajanju od sedam godina, ali je nakon dvije godine odslužene kazne pomilovan. Posljednje godine života proveo je u austrijskom gradu Mauerbachu gdje je i preminuo 12. siječnja 1952. godine u 80. godini života.

## Vanjske poveznice
(eng.) Alfred von Waldstätten na stranici Field commanders of Austria-Hungary

(njem.) Alfred von Waldstätten na stranici Weltkriege.at

(njem.) Alfred von Waldstätten na stranici Archivinformationssystem.at

(češ.)
Alfred von Waldstätten na stranici Valka.cz